# ای جی گودارد
ای جی گودارد (به انگلیسی: A. J. Goddard) یک کشتی بود که طول آن ۵۰ فوت (۱۵ متر) بود.